# Enigan
Enigan (auch: Enigan-tō, Eniran) ist ein Motu des Rongelap-Atolls der pazifischen Inselrepublik Marshallinseln.

## Geographie
Enigan liegt im südlichen Riffsaum zwischen Kaeroga Pass und Enigan Pass, gegenüber von Kaeroga im Westen und Eniroruuri im Osten. Die Insel hat zwei breite Enden und ist nur durch eine schmale Sandbank in der Mitte verbunden. Die Insel ist unbewohnt und seit dem Kernwaffentest der Bravo-Bombe atomar verseucht.